# Zawsze z Tobą chciałbym być...
Zawsze z Tobą chciałbym być... – singiel zespołu Ich Troje wydany w 2001 roku pochodzący z czwartego albumu studyjnego zatytułowanego Ad. 4. Piosenka dotarła do pierwszej piętnastki na liście przebojów Wietrznego Radia przebywając na niej rekordowe 12. tygodni (łącznie trzy miesiące), zajmując w trzecim tygodniu notowania 1. miejsce.

## Lista utworów zamieszczonych na singlu[1]
1. „Zawsze Z Tobą Chciałbym Być ...(Przez Miesiąc)! (Radio Edit)” - 3:12
2. „Zawsze Z Tobą Chciałbym Być ...(Przez Miesiąc)! (Album Version)” - 3:42
3. „Zawsze Z Tobą Chciałbym Być ...(Przez Miesiąc)! (Marc Bee Remix)” - 3:27

Notatki
1. „Zapowiedź płyty Ad. 4 – 0:30 (ścieżka 4)
2. „Zapowiedź płyty Ad. 4 – 01:30 (ścieżka 5)

## Notowania utworu
| Lista          | Debiut      | Pobyt      | Pozycja                 |
| -------------- | ----------- | ---------- | ----------------------- |
| Wietrzne Radio | 23 sierpnia | 12 tygodni | 1 (3 tydzień notowania) |